# Campionati panpacifici di nuoto 1993
I V Campionati panpacifici di nuoto si svolsero a Kōbe, in Giappone, dal 12 al 15 agosto 1993.

## Paesi partecipanti
- Australia
- Canada
- Costa Rica
- Ecuador

- Hong Kong
- Giappone
- Kazakistan
- Corea del Sud

- Nuova Zelanda
- Filippine
- Singapore
- Stati Uniti

## Medagliere
| Posizione | Paese         | Oro | Argento | Bronzo | Totale |
| --------- | ------------- | --- | ------- | ------ | ------ |
| 1         | Stati Uniti   | 23  | 12      | 10     | 45     |
| 2         | Australia     | 8   | 17      | 5      | 30     |
| 3         | Giappone      | 1   | 3       | 9      | 13     |
| 4         | Nuova Zelanda | 1   | 1       | 3      | 5      |
| 5         | Costa Rica    | 1   | 1       | 1      | 3      |
| 6         | Canada        | 0   | 1       | 5      | 6      |
|           | Totale        | 34  | 35      | 33     | 102    |

- Due medaglie d'argento sono state assegnate per i 400 m stile libero maschili

## Risultati

### Uomini
| Evento               | Oro                                                              | Perform. | Argento                                                           | Perform. | Bronzo                                                                | Perform. |
| Stile libero         |                                                                  |          |                                                                   |          |                                                                       |          |
| 50 m                 | Jon Olsen                                                        | 22.68    | Joe Hudepohl                                                      | 22.95    | Dean Kondziolka                                                       | 23.16    |
| 100 m                | Jon Olsen                                                        | 49.73    | Chris Fydler                                                      | 50.03    | John Steel                                                            | 50.12    |
| 200 m                | Josh Davis                                                       | 1:48.50  | Trent Bray                                                        | 1:49.69  | Uğur Taner                                                            | 1:49.80  |
| 400 m                | Kieren Perkins                                                   | 3:49.43  | Daniel Kowalski Chad Carvin                                       | 3:52.46  | Non assegnata                                                         | -        |
| 800 m                | Kieren Perkins                                                   | 7:50.51  | Daniel Kowalski                                                   | 7:56.95  | Chad Carvin                                                           | 8:00.36  |
| 1500 m               | Kieren Perkins                                                   | 14:55.92 | Daniel Kowalski                                                   | 15:06.77 | Carlton Bruner                                                        | 15:16.64 |
| Dorso                |                                                                  |          |                                                                   |          |                                                                       |          |
| 100 m                | Jeff Rouse                                                       | 54.85    | Brian Retterer                                                    | 55.89    | Hajime Itoi                                                           | 56.54    |
| 200 m                | Royce Sharp                                                      | 1:59.21  | Tripp Schwenk                                                     | 2:00.08  | Hajime Itoi                                                           | 2:00.68  |
| Rana                 |                                                                  |          |                                                                   |          |                                                                       |          |
| 100 m                | Phil Rogers                                                      | 1:01.56  | Akira Hayashi                                                     | 1:01.82  | Seth van Neerden                                                      | 1:02.35  |
| 200 m                | Phil Rogers                                                      | 2.13.50  | Jonathan Cleveland                                                | 2.14.31  | Eric Wunderlich                                                       | 2.15.47  |
| Farfalla             |                                                                  |          |                                                                   |          |                                                                       |          |
| 100 m                | Mark Henderson                                                   | 53.91    | Seth Pepper                                                       | 54.27    | Danyon Loader                                                         | 54.35    |
| 200 m                | Danyon Loader                                                    | 1:58.30  | Scott Miller                                                      | 1:58.47  | Mitsuharu Takane                                                      | 2:00.77  |
| Misti                |                                                                  |          |                                                                   |          |                                                                       |          |
| 200 m                | Matthew Dunn                                                     | 2:01.52  | Greg Burgess                                                      | 2:01.54  | Trip Zedlitz                                                          | 2:03.38  |
| 400 m                | Matthew Dunn                                                     | 4:19.05  | Tom Dolan                                                         | 4:20.72  | Matt Hooper                                                           | 4:21.98  |
| Staffette            |                                                                  |          |                                                                   |          |                                                                       |          |
| 4x100 m stile libero | Stati Uniti Joe Hudepohl Seth Pepper David Fox Jon Olsen         | 3:17.50  | Australia Chris Fydler Darren Lange Andrew Baildon Matthew Dunn   | 3:20.53  | Canada Sebastien Goulet Dean Kondziolka Stephen Clarke Robert Braknis | 3:22.01  |
| 4x200 m stile libero | Stati Uniti Greg Burgess Chris Eckerman Uğur Taner Josh Davis    | 7:18.66  | Australia Kieren Perkins Deane Pieters Malcolm Allen Matthew Dunn | 7:25.11  | Nuova Zelanda John Steel Trent Bray Craig Ford Danyon Loader          | 7:26.28  |
| 4x100 m misti        | Stati Uniti Jeff Rouse Seth Van Neerden Mark Henderson Jon Olsen | 3:39.52  | Australia Simon Beqir Phil Rogers Scott Miller Chris Fydler       | 3:41.56  | Giappone Hajime Itoi Akira Hayashi Mitsuhara Takane Hajime Oono       | 3:43.22  |

### Donne
| Evento               | Oro                                                                      | Perform. | Argento                                                               | Perform. | Bronzo                                                                     | Perform. |
| Stile libero         |                                                                          |          |                                                                       |          |                                                                            |          |
| 50 m                 | Jenny Thompson                                                           | 25.60    | Angel Martino                                                         | 25.78    | Jessica Amey                                                               | 26.06    |
| 100 m                | Jenny Thompson                                                           | 55.25    | Susie O'Neill                                                         | 55.50    | Angel Martino                                                              | 55.97    |
| 200 m                | Claudia Poll                                                             | 1:58.85  | Nicole Haislett                                                       | 1:58.95  | Suzu Chiba                                                                 | 1:59.56  |
| 400 m                | Janet Evans                                                              | 4:07.47  | Claudia Poll                                                          | 4:09.61  | Suzu Chiba                                                                 | 4:10.67  |
| 800 m                | Janet Evans                                                              | 8:23.72  | Hayley Lewis                                                          | 8:26.86  | Claudia Poll                                                               | 8:23.80  |
| 1500 m               | Hayley Lewis                                                             | 16:04.84 | Stacey Gartrell                                                       | 16:10.42 | Alexis Larsen                                                              | 16:19.03 |
| Dorso                |                                                                          |          |                                                                       |          |                                                                            |          |
| 100 m                | Lea Loveless                                                             | 1:01.35  | Barbara Bedford                                                       | 1:01.54  | Yoko Koikawa                                                               | 1:03.21  |
| 200 m                | Barbara Bedford                                                          | 2:10.97  | Lea Loveless                                                          | 2:11.42  | Leigh Habler                                                               | 2:13.89  |
| Rana                 |                                                                          |          |                                                                       |          |                                                                            |          |
| 100 m                | Anita Nall                                                               | 1:09.11  | Samantha Riley                                                        | 1:09.18  | Guylaine Cloutier                                                          | 1:09.93  |
| 200 m                | Anita Nall                                                               | 2:28.40  | Rebecca Brown                                                         | 2:28.42  | Kristine Quance                                                            | 2:28.75  |
| Farfalla             |                                                                          |          |                                                                       |          |                                                                            |          |
| 100 m                | Jenny Thompson                                                           | 59.33    | Susie O'Neill                                                         | 59.86    | Petria Thomas                                                              | 1:01.03  |
| 200 m                | Rie Shito                                                                | 2:10.36  | Mika Haruna                                                           | 2:11.64  | Julie Majer                                                                | 2:11.88  |
| Misti                |                                                                          |          |                                                                       |          |                                                                            |          |
| 200 m                | Allison Wagner                                                           | 2:12.54  | Hitomi Maehara                                                        | 2:14.60  | Elli Overton                                                               | 2:15.45  |
| 400 m                | Kristine Quance                                                          | 4:39.25  | Allison Wagner                                                        | 4:41.22  | Hayley Lewis                                                               | 4:44.13  |
| Staffette            |                                                                          |          |                                                                       |          |                                                                            |          |
| 4x100 m stile libero | Stati Uniti Melanie Valerio Nicole Haislett Angel Martino Jenny Thompson | 3:42.56  | Australia Anna Windsor Sarah Ryan Sally-Anne Sullivan Susie O'Neill   | 3:46.20  | Canada Marianne Limpert Shannon Shakespeare Patricia Levesgue Joanne Malar | 3:47.55  |
| 4x200 m stile libero | Stati Uniti Nicole Haislett Janet Evans Sarah Anderson Jenny Thompson    | 8:06.28  | Australia Susie O'Neill Stacey Gartrell Anna Windsor Hayley Lewis     | 8:08.73  | Giappone Sachiko Miyaji Yoko Koikawa Tomoko Goza Suzu Chiba                | 8:08.74  |
| 4x100 m misti        | Stati Uniti Lea Loveless Anita Nall Jenny Thompson Angel Martino         | 4:04.90  | Australia Nicole Stevenson Samantha Riley Petria Thomas Susie O'Neill | 4:08.10  | Giappone Yoko Koikawa Kyoko Kasuya Rie Shito Suzu Chiba                    | 4:10.80  |